# Мельникова, Евгения Константиновна
Евгения Константиновна Ме́льникова (14 (27) июня 1909, Москва — 10 сентября 2001, там же) — советская актриса театра и кино. Заслуженная артистка РСФСР (1969).

## Биография
Родилась 27 июня 1909 года в рабочей семье, отец работал слесарем-механиком, мама была домохозяйкой.
Евгения — коренная москвичка. Детство её прошло на 1-й Тверской-Ямской, где была церковь Василия Кесарийского. В семье было четыре девочки.
В 1930 году окончила Государственный техникум кинематографии. Член КПСС с 1954 года.
С 1930 по 1937 годы — актриса киностудии Мосфильм. 
В 1937—1938 годах — актриса в ЦТКА. 
В 1938—1945 годах — актриса киностудии Союздетфильм. 
В 1945—1991 годах — актриса Театра-студии киноактёра.
Она начала сниматься ещё в немом кино, играла бытовые эпизодические роли. А в 1935 году на экраны вышел фильм «Лётчики», где актриса сыграла воспитанницу лётной школы Галю Быстрову. Молодая, решительная блондинка сразу завоевала сердца мужской половины населения Страны Советов. Много лет спустя генерал Александр Руцкой признался Евгении Константиновне, что был влюблен в её героиню и решил пойти в авиацию во многом благодаря «Лётчикам». 
Тогда же Мельникову заметили Григорий Александров и Любовь Орлова. Они пригласили молодую актрису в свой новый проект — фильм «Цирк». Её кинопроба — сцена выяснения отношений между Раечкой и Марион Диксон — вошла в фильм. Уже наутро после премьеры у квартиры Мельниковой собралось столько же поклонниц, сколько дежурило обычно в подъезде Орловой. 
Вскоре был написан сценарий новой комедии «Девушка с характером». Написан он был «на Мельникову», но та сниматься отказалась — ждала ребёнка. Сколько её ни уговаривали, актриса была неприступна. «Сначала — ребёнок, потом — кино», — отвечала она. Роль девушки с характером сыграла Валентина Серова и тут же стала кинозвездой. 
Евгения Мельникова назвала свою дочь Галей в честь героини «Лётчиков». В кино она вернулась после войны, играла матерей, жён, бабушек в фильмах «Дело было в Пенькове», «Школа мужества», «Коллеги», «До свиданья, мальчики!», «Снежная королева».
Её дочь преподавала на факультете журналистики в МГУ имени М. В. Ломоносова. 
Внук — Андрей Голованов — работал спортивным комментатором ОРТ.
Работала в ЦТКА (1937—1938). С 1945 года — в Театре-студии киноактёра.
Скончалась на 93-м году 10 сентября 2001 года в Москве. Похоронена актриса в Москве на Востряковском кладбище (131 участок).

## Награды и премии
- медаль «За трудовую доблесть» (6 марта 1950 года) — за выдающиеся заслуги в развитии советской кинематографии, в связи с 30-летием[4].
- заслуженная артистка РСФСР (29 сентября 1969 года) — за заслуги в области советской кинематографии[5]
- Государственная премия РСФСР имени Н. К. Крупской (1984) — за исполнение роли бабушки Варвары Петровны в фильме «Не хочу быть взрослым» (1982)
- премия «Кумир» (1977)

## Фильмография
1. 1928 — Кривой рог — комсомолка в деревне
2. 1930 — Настоящая жизнь — Татьяна (Таня)
3. 1931 — Бомбист — девушка
4. 1931 — Токарь Алексеев — Наталья (Наташа)
5. 1932 — Изящная жизнь — Елизавета (Лиза)
6. 1932 — Моряки защищают родину — Варвара (Варя)
7. 1935 — Аэроград — жена Степана
8. 1935 — Лётчики — Галина (Галя) Быстрова, ученица лётной школы
9. 1936 — Цирк — Раиса (Раечка) Людвиговна, дочь Людвига Осиповича, невеста Шурика
10. 1937 — Граница на замке — Анастасия (Стася), колхозница
11. 1937 — Юность — Евдокия (Дунька), дочь Шагана, младшая сестра Андрея
12. 1942 — Годы молодые — Катря
13. 1943 — Мы с Урала — секретарь комитета комсомола завода
14. 1949 — Падение Берлина — Лидия Николаевна, секретарь директора
15. 1954 — Аттестат зрелости — мать Игоря Старикова
16. 1954 — Школа мужества — мать Бориса Горикова
17. 1956 — Первые радости — Ольга Ивановна Парабукина
18. 1957 — Дело было в Пенькове — Дарья Семёновна Морозова, мать Матвея, бабушка Матвея-младшего
19. 1957 — К Чёрному морю — Елена Андреевна Кручинина, мать Ирины
20. 1959 — Отчий дом — Василиса Даниловна, жена Федора, кума
21. 1959 — Судьба человека — хозяйка квартиры
22. 1960 — Девичья весна — Соболева, мать Галины (нет в титрах)
23. 1960 — Первое свидание — женщина у свадебного стола (нет в титрах)
24. 1960 — Пусть светит! (короткометражный) — мать Ефимки
25. 1961 — Жизнь сначала — Ксения Петровна Бодрухина, бюрократка
26. 1961 — Когда деревья были большими — проводница
27. 1962 — Коллеги — мать Даши
28. 1962 — Ход конем — секретарь училища
29. 1963 — Понедельник — день тяжёлый — Елена Сергеевна
30. 1964 — До свидания, мальчики — Софья (Соня), мать Саши
31. 1964 — Товарищ Арсений — жена Крыжаловского
32. 1966 — Снежная королева — бабушка Герды
33. 1967 — Твой современник — эпизод
34. 1968 — Бриллиантовая рука — Марья Николаевна, лифтёрша-дворник
35. 1970 — Случай с Полыниным — мать Маши
36. 1971 — Мальчики — Роза Михайловна, музыкальный руководитель в детдоме
37. 1971 — Седьмое небо — народный заседатель
38. 1973 — Чиполлино — кума Тыквочка
39. 1976 — Вы мне писали… — свекровь Нины Ильиничны
40. 1977 — Трясина — эпизод
41. 1978 — Кот в мешке — врач
42. 1982 — Не хочу быть взрослым — Варвара Петровна, бабушка Павлика
43. 1982 — Оставить след — бабушка Бориса
44. 1985 — Дикий хмель — Анна Григорьевна, тётя Наташи

## Озвучивание мультфильмов
- 1971 — Как ослик счастье искал — Козочка